# Pyrausta homonymalis
Pyrausta homonymalis là một loài bướm đêm trong họ Crambidae.